# Roxette
A Roxette egy svéd popzenei duó, mely 1986-ban alakult, tagjai Marie Fredriksson és Per Gessle. Marie Fredriksson 2019-ben bekövetkezett halálával a zenekar nem volt aktív, de 2025-től a svéd Lena Philipsson énekesnővel újra koncerteznek.

## Története

### A kezdet
Először 1981-ben lépett fel Marie Fredriksson Per Gessle együttesével, a Gyllene Tiderrel, ekkor még háttérvokalistaként. A zenekar 1982-ben megjelent lemeze elnyerte a Rockbjörnen díjat, amit Gessle is megkapott 1983-as első szólólemeze után. Fredriksson az 1984-es Heartland Café című lemezükön is közreműködött. A Capitol Records érdeklődésére ennek a 11 dalos lemeznek az USA-ban egy rövidített, hatdalos EP-változata jelent meg, Heartland címmel, és mivel ragaszkodtak a svéd név megváltoztatásához, Roxette név alatt jelent meg. Ezt a nevet a Gyllene Tider tagjai közös megegyezéssel választották, a Dr. Feelgood angol együttes 1975-ös, Roxette című száma után. A Heartland Caféból 45 000 példány fogyott Svédországban, viszont az amerikai piacra nem sikerült betörniük. A Teaser Japanese című szám ugyan eljutott az MTV-hez, de nem keltett különösebb visszhangot.
Gessle-nek 1985-ben megjelent a második szólóalbuma, melyen Fredriksson ismét közreműködött, majd neki is megjelent a második szólólemeze, és 1986-ban megkapta a legjobb svéd női előadónak járó Rockbjörnen díjat.
Az EMI svéd leányvállalatának buzdítására állt össze Gessle és Fredriksson, hogy felvegyék első közös, angol nyelvű számukat a Neverending Love-ot, immár Roxette név alatt. 1986 októberében megjelent első nagylemezük, a Pearls of Passion, melyet 1987-ben Spanyolországban is kiadtak.
1987-ben Fredriksson harmadik szólóalbuma is elkészült, majd 1988-ban megnyerte a legjobb női pop/rock előadónak járó svéd Grammis Díjat, valamint két Rockbjörnen díjat (legjobb svéd album, legjobb svéd női előadó).

### Betörés a nemzetközi piacra
A Look Sharp! című album 1988 októberében jelent meg Európában. A legenda szerint egy ekkor Svédországban tanuló cserediák, a minneapolisi Dean Cushman meghallotta a The Look című számot a rádióban, és hazavitt egy példányt a Look Sharp! című albumból. Gessle elmondása szerint Cushman próbálta rávenni a minneapolisi KDWB 101.3 FM rádiót, hogy játsszák le a dalt. A hallgatók pozitív telefon-visszajelzései után a műsorszerkesztő másolatot készített a dalból más adók számára is, és hamarosan nagy népszerűségre tett szert a dal. Ennek hatására döntött úgy az EMI, hogy az USA-ban is kiadja a The Lookot. Cushman története bekerült a médiába, számos újság, rádió- és televízióműsor foglalkozott vele mind Svédországban, mind az Egyesült Államokban. Gessle és Fredriksson évekig emlegették ezt a történetet, mint a Roxette nemzetközi sikerének kezdetét.
1989. április 8-án a The Look első helyet ért el a Billboard Hot 100 toplistáján, ahol egy hétig tartotta magát, valamint Németországban, Ausztráliában és Japánban is a slágerlisták élére került (összesen 26 országban volt első). A Dressed For Success volt a második sikerszámuk az USA-ban, utána világ körüli turnéra indultak. Nem sokkal később a Listen to Your Heart című balladájuk is megjelent, ami szintén toplistás szám lett az Egyesült Királyságban, Németországban, az USA-ban és Ausztráliában. A következő számuk, a Dangerous is hasonló sikert aratott. A Look Sharp! album 8 millió példányban fogyott.
A Look Sharp! című albumért Gessle megkapta a legjobb dalszerzőnek járó Grammy-díjat. Ez idő tájt a Touchstone Pictures kapcsolatba lépett az EMI-jal és a Roxette-tel, hogy a készülő Micsoda nő című filmhez komponáljanak egy számot. Gessle állítása szerint az 1987-es It Must Have Been Love (Christmas for the Broken Hearted)-ra esett a választás, mivel ausztráliai és új-zélandi turnéjuk során nem volt idő új dalt írni. A dalt apróbb változtatásokkal (egy sor átírása, némi háttérvokál hozzáadása, cím zárójelben való részének törlése) adták a producereknek, akiknek állítólag először nem tetszett, de az utólagos vágási munkálatok alatt meggondolták magukat és bevették a dalt a filmbe. Az It Must Have Been Love lett talán a Roxette legismertebb száma, ugyanakkor ez a dal volt a 3. első helyezett daluk az USA Billboard Hot 100 slágerlistán. Talán e dal sikerének is köszönhető, hogy a film zenéit tartalmazó albumból 9 millió példányt adtak el világszerte.
Svédországban eközben a Roxette újabb Rockbjörnen díjat nyert legjobb svéd csapat kategóriában, illetve Fredriksson negyedszerre is megkapta a legjobb svéd női énekesnek járó díjat.

### Az 1990-es évek
Következő albumuk, a Joyride 1991 márciusában jelent meg. A címadó dal hamarosan olyan népszerűségre tett szert, mint korábban a The Look. Gessle állítása szerint a Joyride egyik sorának szövegét (Hello, you fool, I love you) barátnője által írt üzenetből merítette. A dal Németországban, Ausztráliában és Kanadában is toplistás lett, ezt követte a Fading Like A Flower (Every Time You Leave). Hamarosan egy újabb turné keretében 108 koncertet adtak 1,7 millió rajongó előtt, az USA-ban is felléptek. Az amerikai piaccal ugyan nem tudták felvenni a versenyt, de Ausztráliában és Európában továbbra is töretlen volt a sikerük. A Joyride album 10,5 millió példányban kelt el. 1992-ben Németországban Echo díjra is nevezték őket.
1992-ben Marie kiadta a Den Ständiga Resan c. svéd nyelvű szólóalbumát, mely Skandináviában ostromolta a listákat.
1992 augusztusában jelent meg a Tourism című albumuk, melyen jó néhány dal található, melyet a Join the Joyride turné alatt vettek fel, különböző hotelszobákban és egyéb helyeken. Az album hangzása néhol elég akusztikus. Erről az albumról jelent meg a How Do You Do! c. dal, mely hatalmas siker lett. A következő kislemez egy gyönyörű ballada, a Queen of Rain volt. Az album – eladási adatok alapján – nem tudott felzárkózni a Joyride-hoz, de 5 millió példányban fogyott. 1992-ben az együttes elnyerte az egyik legnépszerűbb zenei lap, a Bravo kitüntetését, így arany Otto díjat vehetett át.
1993-ban a duó kicsit visszafogottabb lett, mint az előző években. Marie Inez-Josefin nevű lányának adott életet áprilisban. 1993-ban kiadták a Super Mario Bros. c. film soundtrackjét, az Almost Unrealt. Bár a film sikere csekély volt, a dal hatalmas európai nyári sláger lett. Az angol listán a 7. helyet érte el, ami azt jelentette, hogy ez volt a Joyride óta az első Top 10-es daluk ezen a listán.
1994 áprilisában jelent meg a duó ötödik stúdióalbuma, a Crash! Boom! Bang!. Japánban rögtön a 9. helyre ugrott, ami nem lenne hatalmas eredmény, ha nem tudnánk, hogy akkoriban az volt a legmagasabb helyezés, amit külföldi zenészek értek el albumukkal.
Az első kislemez, a Sleeping in my Car hatalmas siker lett, rögtön ostromolni kezdte a slágerlistákat, ahol előkelő helyezéseket ért el. Ezzel a számmal sikerült a nagy visszatérés. Az albumról olyan kislemezeket másoltak ki, mint a Crash! Boom! Bang!, a Fireworks, a Run to You, és a Vulnerable. A dalok – a Vulnerable-t kivéve – mind Top 30-asok voltak a brit listán. Az I'm Sorry c. szám Brazíliában 1. helyezést ért el.
Az album különlegessége talán abban rejlik, hogy a Roxette nem másolta önmagát, frissebb rockos hangzást ütött meg. Az USA-ban Favorites from Crash! Boom! Bang! címmel adták ki a lemezt, mely 10 számot tartalmazott. Az albumot ott kizárólag McDonald'sokban lehetett kapni, és így 1 millió példányban fogyott. Sajnos ennek az amerikai Billboard listán nem volt sok nyoma, mivel a listán nem "mérték", mennyit tudnak eladni a McDonald'sban.
Végül az album körülbelül 5 millió példányban kelt el. Az album kislemezslágereihez készült videóklipek is rendkívül profik, főleg a Crash! Boom! Bang-hez készült klip. A Sleeping in my Car és a Fireworks klipje a dalszövegek miatt adott volt, míg a Run to You videóját a második világ körüli turnéjuk (Crash! Boom! Tour) alkalmával vették fel. A Vulnerable videója Ausztráliában készült.
1994 őszén a duó és zenekara elindult a második világ körüli turnéra, melynek 1995-ben lett vége. Több mint 80 országban léptek fel, köztük Kínában (Peking) és Oroszországban. Erről a koncertkörútról született a második, koncertet tartalmazó videókazettájuk, melyet 1995. január 14-én vettek fel Dél-Afrikában, Johannesburgban 52 000 rajongó előtt.
1995 őszén jelent meg a szintén többszörös platinalemez Dont't Bore us – Get to the Chorus – Roxette's Greatest Hits c. válogatáslemezük. Az album 18 számot tartalmaz, 14 régebbi nagy slágert és 4 újat (You Don't Understand Me, June Afternoon, She Doesn't Live Here Anymore és az I Don't Want to Get Hurt). Ezek közül elsőként a You Don't Understand Me c. ballada került fel a listákra, melyet Per Desmond Childdal közösen írt. Ugyan a szám Skandináviában előkelő helyezéseket ért el, és a rádiók kedvencévé vált, az angoloknál "csak" az album tarolt. Az említett kislemez klipje ismét első osztályúra sikerült, melyben Marie mintegy "előadja' fájdalmát egy kietlen tájon felállított színpadon, a dal szövegének megfelelően. A következő kislemez a June Afternoon lett, melyben a svéd hosszú nyári napokról van szó, amikor is a Nap soha nem nyugszik le. Ez a dal is jól szerepelt a rádiós lejátszási listákon. Az utolsó kislemez a válogatásalbumról a She Doesn't Live Here Anymore lett, mely talán az egyetlen olyan Roxette-szám, aminek nem Clarence Öfwerman a producere. Ezt a dalt Per még a Gyllene Tidernek írta, de végül Roxette-"színekben" adták elő. Noha a dal igazi rockos szám, nem keltett túl nagy feltűnést a világban. A válogatásalbum szintén kb. 5 millió példányban fogyott.
A duó 1996-ban sem tétlenkedett. Kiadták a Baladas en Espanol című spanyol nyelvű albumukat, mely Spanyolországban platinalemez, Dél-Amerika számos országában aranylemez lett. Ez az album 12 lassú számot tartalmaz. Nem vadonatúj dalokról van szó, a régebbi angol nyelvű balladáikat írta át egy spanyol szövegíró (Luis Gomez Escolar). Bár sem Marie, sem Per nem tud spanyolul, az album (és persze az énekhang) tökéletesre sikerült. Az album 1 millió példányban kelt el.
1997-ben Per kiadta első angol nyelvű szólólemezét. Marie és Per a Roxette előtt – külön – sikeres előadók voltak hazájukban, azóta is adnak ki szólólemezeket. A lemez stílusa nagyon peresre sikerült, általában vidám, rockos dalokat tartalmaz (Do You Wanna Be My Baby, Kix, I'll Be Alright). Utóbbiban Marie is közreműködik mint vokalista.
1998-ban a Roxette megkezdte vadonatúj albumának (Have a Nice Day) felvételeit. A dalok egy részét svédországi stúdiójukban, másik részét a Spanyolországban található El Cortijóban vették fel. Az album 1999. február 23-án jelent meg, rajta a Wish I Could Fly c. slágerrel. A dal előkelő helyezéseket ért el így a duónak ismét sikerült a nagy visszatérés. A dal még az angol listán is majdnem bekerült a legjobb 10 közé (11. helyezett volt), amihez a Jonas Akerlund által rendezett klip nagyban hozzájárult. Sokak szerint a dal a Roxette legeslegjobb száma. A szám a 7. helyet érte el az év végi európai rádiós játszási listák alapján.
Az album stílusa meglepő volt sok rajongó számára, nemcsak a borító, de a hangszerelés miatt is. Az elektromos (mesterséges) hangzás van ugyanis túlsúlyban a lemezen, szemben a korábbi pop-rockos hangzással. Nem tudni, hogy az új hangzás, vagy a letöltések nagymértékű beindulása volt az oka, hogy ebből az albumból 2 milliónál többet nem sikerült eladni, ami persze egyáltalán nem kevés. A Wish I Could Fly után a következő kislemez az Anyone lett – a kiadó javaslatára (eredetileg a Crush On Yout akarták kimásolni). Bár az Anyone (1999 májusában jelent meg) egy gyönyörű ballada (a rádiók is sokat játszották), számos országban megbukott, részben a videóklip miatt, melyben Marie belegyalogol a tengerbe, összecsapnak a feje fölött a hullámok, végül mentő viszi el. Sok tévétársaság csak későn este, vagy egyáltalán nem játszotta a klipet (szerintük öngyilkosságra buzdított a klip).
A 3. kislemez a technós-dance-es Stars volt az albumról. A gyönyörű melódia erősítette a Roxette pozícióit a listákon, és a kislemez nyáron a diszkók kedvence volt. A dalhoz készült klip szintén remekmű, kissé viccesen majdnem egy egész emberélet megelevenedik a szemünk előtt.
A 4. kimásolt kislemez a Salvation c. lassú szám volt 1999 decemberében, mely már nem sok vizet zavart.

### 2000-es évek
2000 januárjában a Roxette MTV Music Awards díjat kapott. A duó a legtöbbet eladott skandináv együttes kategóriában nyert.
Ugyanebben az évben az USA-ban megjelent a Don't Bore Us – Get to the Chorus, Greatest Hits című válogatásuk, melyen helyet kapott új számként a Wish I Could Fly és a Stars. Az 1995-ös, hasonló című válogatásról – az akkori új számok közül – csak a You Don't Understand Me maradt a lemezen. 2001 áprilisában a duónak megjelent a Room Service című albuma. Az album néhány európai országban (Svédország, Németország, Ausztria, Svájc, Finnország) és Dél-Amerikában is a listák élére került. Angliában és más európai országban kevésbé volt sikeres.
Az album első kislemeze a The Centre of the Heart lett. A dalt már néhány évvel 2001 előtt elkészítették, de végül nem került rá a Have a Nice Day c. albumra. A számot kissé átdolgozták és így lett belőle kislemez. A duónak ez volt a harmadik No. 1. slágere Svédországban. Más országok listáin is megmutatta magát a szám, de túl magas pozíciót nem ért el sehol sem. A második kislemez a Real Sugar lett, mely szintén Dél-Amerikában volt sikeres, Európában kevésbé. Végül, harmadikként a Milk and Toast and Honey-t adták ki. A kiadó először ezt a számot szánta első kiadandó kislemeznek az albumról, mondván, a Roxette ismertebb a lassú számairól. De végül nem így lett.
A videóklipek egyébként ismét profi munka gyümölcseként kerültek bemutatásra.
A Room Service borítóját és belső képeit a The Madonna Inn amerikai (kaliforniai) hotelben fényképezték. Itt forgatták a The Centre of The Heart videóját is, melyben látható, hogy a szobák sárgák, pirosak, zöldek, vagyis a 60-as évek ízlését adják vissza, már csak a bútorok miatt is.
2001 őszén a Roxette Európa-turnéra indult, és néhány dél-afrikai helyszínen is felléptek. A Magyarországhoz legközelebb eső város, ahol koncerteztek, Bécs volt.
2002-ben megjelent a Ballad Hits című válogatás a Roxette legnagyobb romantikus slágereivel valamint két új számmal. 2002 szeptembere a Roxette legsötétebb hónapja volt: Marie szervezetében agytumort diagnosztizáltak, ami azonnal műtétet és kemoterápiás kezelést igényelt. Világszerte rajongók tízezrei aggódtak és juttatták el jókívánságaikat Marie-nak.
2003-ban megjelent a válogatás második része Pop Hits címen a pörgősebb slágerekkel és szintén két új számmal. Marie megbirkózott a rákkal, de mivel a műtét maradandó nyomokat hagyott rajta, félő volt, hogy soha többet nem tud színpadra állni.
2006-ban a Roxette megalakulásának 20 éves évfordulójára újabb válogatással jelentkeztek, kiadták a ROXBOX-ot, melyben rengeteg demó és egyéb érdekes felvétel kapott helyet. Roxette Hits címen egy kevésbé bő változat is megjelent.
A Roxette kényszerszünete idején Per szólóban nyomult svéd és angol nyelven is, ez utóbbival 2009 tavaszán körbeturnézta Európát és a rajongók legnagyobb örömére az amszterdami koncerten vendégként fellépett Marie is, majd bejelentették, hogy a Roxette visszatér.
2009 őszén 8 év kihagyás után a Roxette újra fellépett, a Night of the Proms koncertsorozat keretén belül Belgiumban, Hollandiában és Németországban.
2010-ben hat önálló koncertet adtak, kettőt Svédországban, egyet Norvégiában és Dániában, valamint kettőt Oroszországban, mindenhol óriási sikerrel.

### 2010-es évek
2019. december 9-én elhunyt az együttes énekesnője, Marie Fredriksson.

### 2020-as évek
Fredriksson énekesnő halála után a zenekar nem volt aktív. Majd 2024-ben Gessle a svéd Lena Philipsson énekesnővel kezdett közreműködni. Májusban kiadtak egy kislemezt és 2025-ben közös turnéra indultak. 2025 februárjában volt az első közös fellépésük Fokvárosban, ami egyben egy  próba is volt számukra, hogyan fogadja a közönség. 
Gessle és Philipsson az összes régi slágert játsszák, azokat is, amelyeket Marie Fredriksson énekelt. A zenekar tagjai: Christoffer Lundquist, Magnus Börjeson, Magnus "Norpan" Eriksson, Dea Norberg, valamint az eredeti felállásból Clarence Öfwerman és Jonas Isacsson.
A 2025 évi  turné alkalmával felléptek Münchenben, több skandináv városban, illetve Ausztráliában és november 4-én a Budapest Arénában is lesz koncertjük.

### Magyarországi követői
Bár a Roxette sosem oszlott fel, ráadásul 2011. június 1-jén ismét Magyarországra látogatott, mégis, 2008 októberében Keleti Gábor megalapította Magyarország első Roxette-emlékzenekarát, amelyből 2010 októberében emberi és zenei ellentétek miatt kiszállt, és novemberben megalapította a Pearls of Roxette zenekart, amellyel továbbra is tiszteleg a svéd zenekar munkássága előtt, immár egyedüli magyar zenekarként. A nagy világban még 4 Roxette-tribute-zenekar is található, az argentin Hot Joy, a cseh RockSet, a chilei RoxSkol és a német Rock That!.

## Diszkográfia
- Pearls of Passion (1986)
- Dance Passion (1987)
- Look Sharp! (1988)
- Joyride (1991)
- Tourism (1992)
- Crash! Boom! Bang! (1994)
- Don't Bore Us, Get to the Chorus! (1995)
- Rarities (1995)
- Baladas En Español (1996)
- Have A Nice Day (1999)
- Greatest Hits (2000)
- Room Service (2001)
- The Ballad Hits (2002)
- The Pop Hits (2003)
- A Collection of Roxette Hits: Their 20 Greatest Songs! (2006)
- The Rox Box / Roxette 86-06 (2006)
- Charm School (2011)
- Travelling (2012)
- Good Karma (2016)